# شاپرک‌های پشت‌سفید
شاپرک‌های پشت سفید (نام علمی: Amphixystis) نام یک سرده از تیره شاپرک‌های قارچ است.